# Svenska sjön
Svenska sjön är en sjö i Ljungby kommun i Småland och ingår i Lagans huvudavrinningsområde.